# 블루스퀘어
블루스퀘어(Blue Square)는 서울특별시 용산구 한남동 한강진역 2번 출구 일대에 위치한 지하 4층, 지상 4층, 연면적 2만9492m2 규모의 종합 공연장이다. 뮤지컬 전용 공연장(신한카드홀) 1,766석과 대중음악 콘서트 홀(SOL트래블홀) 스탠딩 2,800석/그라운드형 1,379석 및 부대시설을 갖춘 국내 최대의 복합 공연장으로 2009년 6월 착공하여 2011년 11월 개관하였다. 2007년 11월 사업시행사를 인터넷 업체인 인터파크의 자회사인 (주)쇼파크로 선정하여, 2009년 3월 사업 계획이 승인되었다.
블루스퀘어 사업은 수익형민자사업(BTO)방식으로 진행되어 준공 후 서울특별시가 소유권을 가지며, 20년 간 (주)인터파크씨어터에서 운영할 권리를 가지게 된다. 최초 이름은 사업 운영자인 쇼파크로 불렸으나 공연장 명칭 공모를 통해 "블루스퀘어(Blue square)"로 결정되었다.

## 교통
- 서울 지하철 6호선 한강진역 2번 출구와 3번출구 사이 연결통로

## 개봉 공연
- 위키드 ※ 2025년 7월에 인터내셔널 투어로 개봉한다고 한다.[2]